# دماء رياضية (فلم 1931)
دماء رياضية (بالإنجليزية: Sporting Blood) فيلم دراما أمريكي صدر عام 1931. من بطولة كلارك غيبل، مايج ايفانز.

## روابط خارجية
- مقالات تستعمل روابط فنية بلا صلة مع ويكي بيانات